# Pearson's Magazine

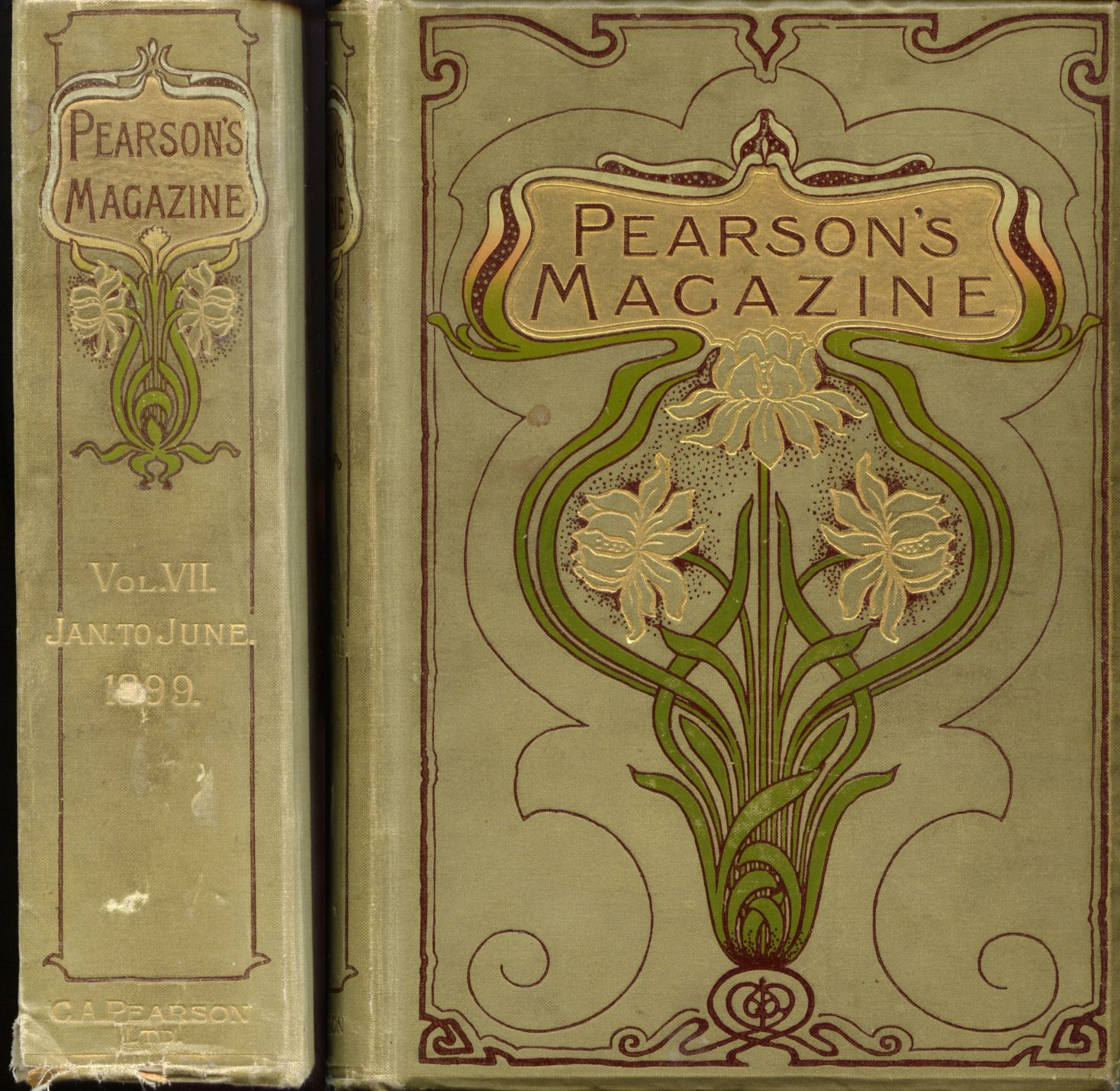
Copertina del VII numero rilegato della rivista Pearson.

Pearson’s Magazine fu una rivista mensile inaugurata per la prima volta in Gran Bretagna nel 1896. Una versione statunitense venne pubblicata a partire dal 1899. Il giornale era specializzato in letteratura speculativa, discussioni politiche, spesso di tendenza socialista, e arti visive. Tra i suoi collaboratori figuravano Upton Sinclair, George Bernard Shaw, Maxim Gorky, George Griffith, H. G. Wells, Rudyard Kipling, Rafael Sabatini, Dornford Yates e E. Phillips Oppenheim, molti dei cui racconti e romanzi furono pubblicati per la prima volta su Pearson’s.
Fu il primo periodico britannico a pubblicare un cruciverba, nel febbraio 1922.

## Storia
L'editore britannico C. Arthur Pearson fondò e redasse la rivista mensile dal 1896 al 1899. Si ritirò dall'incarico di redattore a causa della cecità, ma continuò a lavorarvi come editore. In quest'ultima mansione gli succedettero:
- Percy W. Everett (1900-1911);
- Philip O'Farrell (1912-1919);
- John Reed Wade (gennaio 1920-aprile 1939);
- W. E. Johns (maggio 1939-novembre 1939).

La rivista cessò le pubblicazioni nel novembre 1939 dopo 527 numeri.
Una versione statunitense simile apparve nel 1899. Si trattò di una divisione con autori più orientati agli Stati Uniti e con un comitato editoriale separato che includeva:
- Arthur W. Little (fino all'agosto 1916);
- Frank Harris (settembre 1916-1923);
- Alexander Marky (1922-aprile 1925).

La versione per gli Stati Uniti fu pubblicata da J. J. Little fino alla sua chiusura nell'aprile 1925, dopo una tiratura totale di 314 numeri.

## Serie notevoli
Un breve elenco di serie letterarie prima pubblicate sulla rivista, poi in volumi librari che ebbero notevole successo:
- La guerra dei mondi di H. G. Wells (aprile-dicembre 1897);
- Il continente perduto. La storia di Atlantide di Charles John Cutcliffe Wright Hyne (luglio-dicembre 1899);
- Stories of Other Worlds ("Storie di altri mondi"), oppure A Honeymoon in Space, di George Griffith (gennaio-luglio 1900);
- La signora del mare di H. G. Wells (1901).[3]